# IC 1968
IC 1968 је спирална галаксија у сазвјежђу Часовник која се налази на листи објеката дубоког неба у Индекс каталогу.
Деклинација објекта је - 50° 39' 5" а ректасцензија 3h 34m 37,8s. Привидна величина (магнитуда) објекта IC 1968 износи 15,4 а фотографска магнитуда 16,2. IC 1968 је још познат и под ознакама ESO 200-43, PGC 13236.